# Condado de Sanilac
O Condado de Sanilac é um dos 88 condados do estado americano de Michigan. A sede do condado é Sandusky, e sua maior cidade é Sandusky.
O condado possui uma área de 4 119 km² (dos quais 1 622 km² estão cobertos por água), uma população de 44 547 habitantes, e uma densidade populacional de 18 hab/km² (segundo o censo nacional de 2000). O condado foi fundado em 1855.